# Francisco de Toledo
Francisco Álvarez de Toledo, vévoda z Oropesy (10. června 1515–1584) byl místokrál Peru v letech 1569 až 1581.

## Místokrálovství
Dvaapadesátiletý svobodný hrabě, vážný a přísný asketa, nedosáhl až do té doby žádného významného postavení. Svůj první velký úkol ale splnil svědomitě. V říjnu 1570 opustil Limu a podnikl inspekční cestu po Peru, která se protáhla na pět let. Dva roky pobýval v Cuzku, které považoval za lepší než Limu. Nařídil zde tažení proti poslední baště Inků ve Vilcabambě a zajal velkého inku Túpaca Amaru s těhotnou manželkou a doprovodem. Inku, který byl před smrtí pokřtěn jménem Felipe a který žádal, aby byl poslán ke španělskému králi či mohl sloužit místokráli, dal nemilosrdně popravit. Teprve tím se z Túpaca Amarua stala legenda. Do Limy se Francisco de Toledo vrátil až v listopadu 1575. Během své expediční cesty Toledo vydával nařízení, upravující a doplňující královské směrnice detailně ve všech oblastech politického, hospodářského a sociálního života. Nařízení pro indiánské obyvatelstvo v mnohém pragmaticky přebírala řada jejich tradičních institucí sociálních a ekonomických.
Díky svým reformám si Toledo vysloužil přezdívku "El Solón Colonial".
Roku 1581 se vrátil do Španělska, kde roku 1584 zemřel. Po jeho návratu do Španělska, se po Cuzcu rozšířilo, že jeho poprava posledního Inky byla králem Filipem II. přijata chladně s tím, že měl v Peru králům sloužit, ne je nechávat zabíjet.